# SCW Göttingen
Der SCW Göttingen ist ein Sportverein aus dem Göttinger Stadtteil Weende. Die erste Fußballmannschaft spielte ein Jahr in der Oberliga Niedersachsen.

## Geschichte
Der Verein wurde im Jahre 1913 als SC Weende gegründet. Vierzig Jahre später schafften die Fußballer den Aufstieg in die damals drittklassige Amateurliga 5, in der sich die Mannschaft fünf Jahre lang halten konnte. In den folgenden Jahrzehnten spielte die Mannschaft nur auf lokaler Ebene, ehe im Jahre 1994 der Aufstieg in die Landesliga Braunschweig gelang. Zwei Jahre später folgte der Aufstieg in die Niedersachsenliga Ost. Nach einem vierten Platz in der Aufstiegssaison und Platz drei im Jahre 1998 ging es schon im Jahre 2000 zurück in die Landesliga. Fünf ostniedersächsische Vereine stiegen aus der Oberliga Niedersachsen/Bremen ab, so dass es in der Niedersachsenliga zu einem erhöhten Abstieg kam.
Im Jahre 2003 gelang der Wiederaufstieg in die Niedersachsenliga. Gleichzeitig erhielt der Verein seinen heutigen Namen. Während der Saison ging das einstige Aushängeschild des Göttinger Fußballs, der 1. SC 05 insolvent. Die Gelegenheit, zur neuen sportlichen Nummer eins der Stadt zu werden, wurde nicht genutzt, da die Weender prompt wieder absteigen mussten. Der dritte Aufstieg in die höchste niedersächsische Liga gelang im Jahre 2007. Zwei Jahre später stieg der SCW wieder ab und wurde gleich in die Bezirksliga durchgereicht. Im Jahre 2015 gelang der Wiederaufstieg in die Landesliga, ehe es 2019 wieder runter in die Bezirksliga ging.

## Persönlichkeiten
- Sebastian Ghasemi-Nobakht
- Adriano Grimaldi
- Kurt Krauß
- Timo Ochs
- Sebastian Schachten
- Jan Washausen